# Puigdàlber
Puigdàlber är en kommun i Spanien.   Den ligger i provinsen Província de Barcelona och regionen Katalonien, i den östra delen av landet, 500 km öster om huvudstaden Madrid. Antalet invånare är 535. Arean är 0,40 kvadratkilometer. Puigdàlber gränsar till Font-rubí och El Pla del Penedès. 
Terrängen i Puigdàlber är mycket platt.